# Frida Svensson (roddare)
Frida Linnéa Johanna Svensson, född 18 augusti 1981 i Falkenberg, är en svensk före detta roddare.
I november 2010 blev Frida den första svenska som vunnit Världsmästerskapen i rodd på 15 år, den senaste svenska segern var Maria Brandins.
Svensson har vunnit svenska mästerskapen i rodd i klassen singelsculler flera gånger. I världsmästerskapen 2006 i Storbritannien kom hon på tredje plats i denna disciplin, och vid världsmästerskapen på Lake Karapiro i Waikatofloden vid Hamilton i Nya Zeeland vann hon guld, också i singelsculler, genom att vinna med endast 0,18 sekunder. Hon kom på en åttondeplats i de olympiska sommarspelen 2004 i Aten. Under de olympiska sommarspelen 2008 i Peking vann hon B-finalen, vilket renderade i en sjundeplacering totalt. 
Frida Svensson tränade i Strömstad och tränades av OS-meriterade Johan Flodin. Hon tävlade inledningsvis för Falkenberg roddklubb för att sedan byta till Strömstad roddklubb.